# 梁井淳二

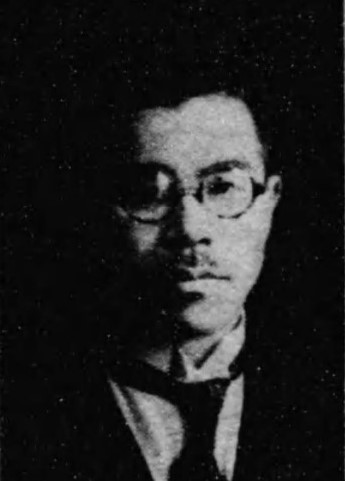
梁井淳二

梁井 淳二（やない じゅんじ、1897年（明治30年）5月25日 - 1988年（昭和63年）1月20日）は、昭和時代前期の台湾総督府官僚。台北州知事。衆議院議員。

## 経歴・人物
梁井幾太郎の二男として佐賀県三養基郡基山村大字長野（現・基山町大字長野）に生まれる。旧制佐賀中学校、第一高等学校を経て、1920年（大正9年）10月、高等試験に合格し、1921年（大正10年）4月に東京帝国大学法学部政治学科を卒業する。
卒業後、内務省に出仕し土木局属となり、熊本県葦北郡長、新潟県警察部保安課長、同県内務部商工課長、広島県内務部農務課長、徳島県学務部長、大分県警察部長、滋賀県警察部長、長崎県経済部長、拓務局総務課長を経て、1939年（昭和14年）11月に台湾総督府文教局長、ついで1942年（昭和17年）7月に台北州知事に就任した。1943年（昭和18年）末に退官し、戦時建設団理事、同九州団長を務めた。
戦後は、1947年（昭和22年）の第23回衆議院議員総選挙に佐賀全県区から日本自由党より出馬し当選したが、1949年（昭和24年）の第24回衆議院議員総選挙では民主自由党から出馬したが落選した。

## 親族
- 父：梁井幾太郎（基山村長、篤農家）[3]